# 脂肪

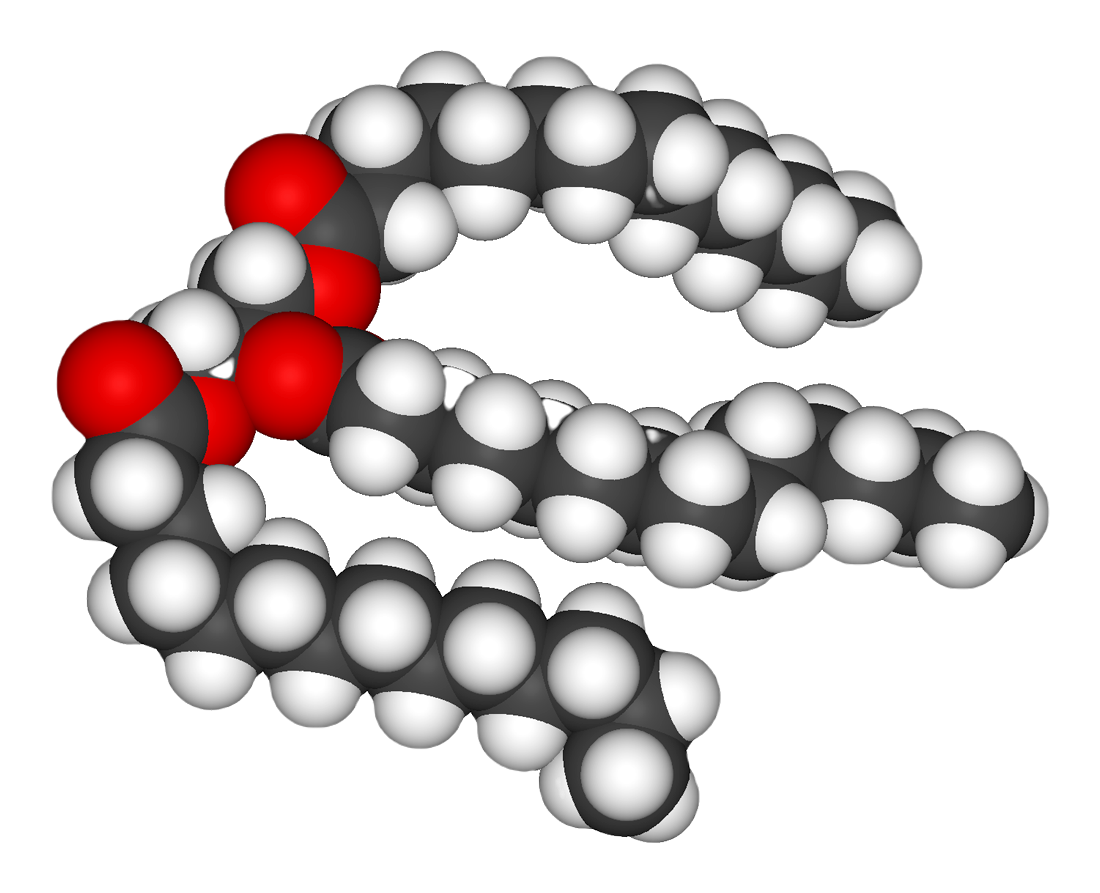
三酸甘油酯分子

脂肪（英語：fat）在营养学、生物学和化学中，通常是指脂肪酸的任何酯，或此类化合物的混合物；最常见的脂肪存在于生物或食物中。
术语“脂肪”又有许多其他指称，例如：常特指甘油三酯类，它们是一群植物油和动物脂肪组织的主要成分；或者又如：更狭义地指在室温下为固态或半固态的甘油三酯，而不包括油。因此口语上，脂肪多指室温下呈固态的油脂（室溫下呈液態的油脂稱作油），多来源于人和动物体内的脂肪组织。
脂肪的化學結構是甘油三酯，其由甘油和脂肪酸組成；其中甘油的分子比較簡單，而脂肪酸的種類和長短卻不相同，包括飽和脂肪酸、單不飽和脂肪酸、多不飽和脂肪酸。脂肪属于一種羧酸酯，由碳、氫、氧三種元素組成。與醣類不同，脂肪所含的碳、氫的比例較高，而氧的比例較低，所以發熱量比醣類高。脂肪組織是絕大多數脊椎動物特有的構造，可以使之一段時間不進食，而不會能量耗竭而死。
食用脂肪（edible fat）是人可直接食用或烹调的油脂，主要成分就是甘油三酯，即為中性脂肪。脂肪是常見的食物營養素之一，亦是三種提供能量的營養之一。食物中的脂肪在腸胃中消化，吸收後大部分又再度轉變為脂肪。它主要分布在人體皮下組織（皮下脂肪），大網膜、腸繫膜和腎臟周圍（內臟脂肪），血管壁等處。體內脂肪的含量常隨營養狀況、能量消耗等因素而變動。

## 組成
均為 1甘油＋3脂肪酸→1油脂＋3水。
天然脂肪酸通常含有偶数个碳原子，这是由于脂肪合成的中间体为乙烯的缘故。
中性脂肪，即甘油三酯：是豬油、花生油、豆油、菜油、芝麻油的主要成分

## 區別
脂肪屬於脂類的一種。
脂類及類脂質另包括：
- 磷脂：卵磷脂、腦磷脂、肌醇磷脂。
- 糖脂：腦苷脂類、神經節昔脂。
- 脂蛋白：乳糜微粒、極低密度脂蛋白、低密度脂蛋白、高密度脂蛋白。
- 類固醇：膽固醇、麥角因醇、皮質甾醇、膽酸、維生素D、雄激素、雌激素、孕激素。

## 在食品中的用途

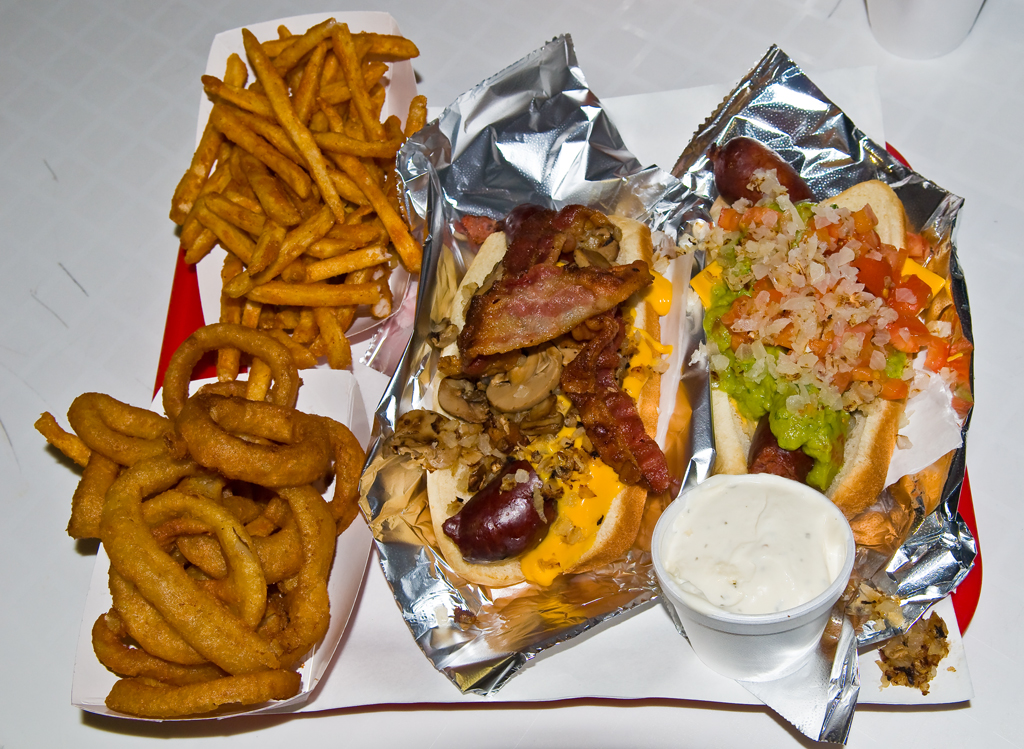
一份油炸速食全餐含有高量脂肪

### 提供能量
脂肪的能量密度是每克37000焦耳，亦即9大卡。相對於糖類的每克17000焦耳和乙醇的每克29000焦耳，脂肪是能量密度最高的食物營養素，比一克的葡萄糖或蛋白質高出一倍多。

### 必需的脂肪酸
一些脂肪酸是人体保持健康必需的。例如ω-3脂肪酸（烃基上第一个双键位于从末端数第三个碳原子处）有维持免疫和心血管功能的作用。亚麻籽可提供丰富的ω-3脂肪酸。

### 改善食物口感
促成细腻，润滑的口感。缺乏脂肪的菜肴则经常被形容为「清汤寡水」。另外脂肪还促进进食后的饱胀感。但过多食用会增加癌症患病率。

### 传热媒介
用来直接煎炸食物（主要是用沙拉油），可以在表面达到高温（>摄氏100度）。炒菜中用来均匀传热和防止沾锅。

### 溶解脂溶性成分
食物原料中的一些气味分子和营养分子不易溶于水而易溶于油脂，例如胡蘿蔔中的胡蘿蔔素A屬於脂溶性維生素，適量的脂肪能幫助有機體吸收此類營養。

### 调味料
一些脂肪如辣油、芝麻油被用来做调味料。

### 其他
法國人謝弗勒首先發現，脂肪是由脂肪酸和甘油結合而成。因此可以把脂肪看作機體儲存脂肪酸的一種形式，從營養學的角度看，某些脂肪酸對我們的大腦、免疫系統乃至生殖系統的正常運作來說十分重要，但它們都是人體自身不能合成的，我們必須從膳食中攝取，現在的研究還認為，大量攝入這些被稱為單元不飽和脂肪酸的分子，有助於健康和長壽。同時一些非常重要的維生素需要膳食中脂肪的幫助我們才能吸收，如維生素 A、D、E、K等。

## 主要脂肪的脂肪酸成分
| 名称                      | 饱和脂肪酸% | 单元不饱和脂肪酸% | 油酸% （ω-9 脂肪酸） | 多不饱和脂肪酸% | α-亞麻酸% （ω-3 脂肪酸） | 亞油酸% （ω-6 脂肪酸） |
| ------------------------- | ----------- | ----------------- | -------------------- | --------------- | ------------------------ | ---------------------- |
| 豆油 （沙拉油）           | 14          | 23                | 23                   | 58              | 6.8                      | 50.4                   |
| 花生油                    | 17          | 46                | 46                   | 32              | 0                        | 32                     |
| 橄榄油                    | 13          | 74                | 60                   | 13              | 1                        | 12                     |
| 玉米油                    | 13          | 27                | 27                   | 59              | 1.2                      | 53.2                   |
| 棉籽油                    | 26          | 18                | 18                   | 55              | 1                        | 54                     |
| 葵花籽油                  | 13          | 24                | 0                    | 59              | 0                        | 0                      |
| 红花油 （safflower oil）  | 9           | 12                | 0                    | 75              | 0                        | 0                      |
| 改良菜籽油 （canola oil） | 7           | 55                | 0                    | 33              | 0                        | 0                      |
| 椰子油                    | 86          | 6                 | 0                    | 2               | 0                        | 0                      |
| 棕榈油（核）              | 81          | 11                | 0                    | 2               | 0                        | 0                      |
| 棕榈油                    | 49          | 37                | 0                    | 9               | 0                        | 0                      |
| 葡萄籽油                  | 11          | 16                | 0                    | 68              | 0                        | 0                      |
| 核桃油                    | 9           | 16                | 0                    | 70              | 0                        |                        |
| 奶油                      | 62          | 29                | 0                    | 4               | 0                        | 0                      |
| 牛脂                      | 50          | 42                | 0                    | 4               | 0                        | 0                      |
| 羊油                      | 47          | 42                | 0                    | 4               | 0                        | 0                      |
| 猪油                      | 40          | 45                | 0                    | 11              | 0                        | 0                      |
| 鸡油                      | 30          | 45                | 0                    | 21              | 0                        | 0                      |
| 苦茶油                    | 10          | 80                | 0                    | 7               | 0                        | 0                      |